# Станіслав Свідзінський
Станіслав Антоній Свідзінський гербу Півкозич (пол. Stanisław Antoni Świdziński; 1684 — 7 листопада 1761, с. Сульгостув, Польща) — польський шляхтич, державний діяч Речі Посполитої.

## Життєпис

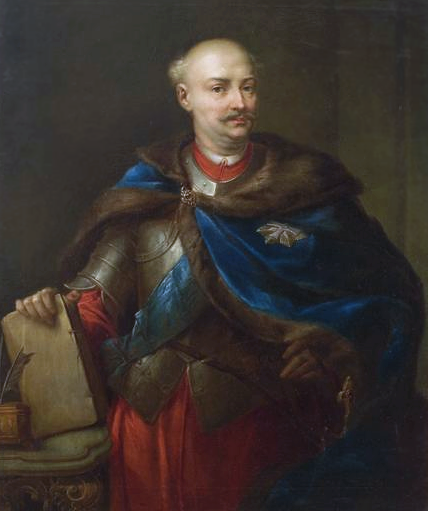
Станіслав Антоній Свідзінський

Син Вавжинця Свідзінського. Полковник коронних військ, регіментар українського відділу, кавалер ордену Білого Орла. Від 1721 року староста брацлавський. У 1730 призначений старостою радомським, в 1731 літинським. Від 1739 року воєвода брацлавський, від 1754 року — равський.
Залишився по батькові дідичем Свідна (пол. Świdno), Струкова (пол. Struków), Міхаловіч (пол. Michałowice), Скарбкової (пол. Skarbkowa) i Ліпної (пол. Lipna). Кар'єру починав із найнижчих щаблів. Був жовніром у коронних військах і багато років провів на війнах і в походах, за всі заслуги отримав кілька староств і портфель сенатора. Його син був шваґером королевича польського князя Кароля Курляндського (сина короля Августа III Саса пол. Augusta III Sasa), що додало йому впливовості. До 1731 р. жив у Свідні, займаючись політикою і війною. Знайомі характеризували його як дуже запопадливу людину. Гроші, що отримував на посадах, скеровував на утримання і розширення родинних статків. Оплатив ремонт костелу в Клвуві, заснував парафіяльний костел в Міхаловичах.
Станіслав Свідзінський 1731 року одружився із Маріанною Дзіу(ю)лянкою, дочкою Станіслава — стольника сандомирського і Зофії Червінської, вдови Юзефа Антонія Бжуховського — стражника великого коронного. Від неї отримав Сильгостов, де довго жив і помер. Мав четверо дітей: двох синів Ігнація i Міхала, і дві дочки: Бона — дружина дідича Нового Мяста над Піліцою, воєводи равського Казімєжа Грановського, і молодша Маріанна — дружина Станіслава з Лянцкоронського, каштеляна полянецького.